# Zdeněk Borovec
Zdeněk Borovec (Praga, 7 gennaio 1932 – 18 febbraio 2001) è stato uno scrittore ceco.
Si è diplomato al Dipartimento di drammaturgia e sceneggiatura presso la FAMU (scuola di cinema e televisione) di Praga. Borovec ha scritto testi per i principali interpreti della canzone cecoslovacca (Waldemar Matuska, Karel Gott, Helena Vondráčková e altri) contribuendo nel complesso alla stesura di più di 2 500 canzoni; ha anche scritto sceneggiature per il teatro e la televisione.